# The Button (Reddit)
The Button là một thử nghiệm xã hội của diễn đàn Reddit, trong đó chúng ta có một cái nút và đồng hồ đếm ngược 60 giây sẽ quay về 60 giây nếu người dùng nhấn nút. Thử nghiệm được tạo ra bởi Josh Wardle, còn được gọi là powerlanguage. Thử nghiệm được tổ chức trên diễn đàn Reddit bắt đầu từ ngày 1 tháng 4 năm 2015 ( Ngày Cá tháng Tư)  và hoạt động cho đến ngày 6 tháng 5 năm 2015.
The Button thu hút được sự nhiệt tình từ người dùng Reddit (Hay còn gọi là redditor) trên toàn thế giới, thu hút các nhấp chuột từ hơn một triệu tài khoản người dùng. Nhiều trang web, tiện ích mở rộng trình duyệt và ứng dụng di động khác nhau đã được tạo để theo dõi số liệu thống kê trực tiếp của The Button và cho phép người dùng truy cập The Button khi bộ đếm thời gian giảm xuống dưới một ngưỡng nhất định.
Đồng hồ đếm ngược của The Button đạt mức 0 nhiều lần do sự cố kỹ thuật, nhưng đã được đặt lại vì các lần nhấn nút vẫn đang được thực hiện. Vào ngày 5 tháng 6 năm 2015, đồng hồ đếm ngược về 0 mà không có lần nhấn nút nào, kết thúc thử nghiệm.

## Tổng quan
Cộng đồng Reddit cụ thể (subreddit) cho The Button có giao diện Reddit tiêu chuẩn nhưng có nút được bảo vệ cẩn thận bên cạnh đồng hồ đếm ngược 60 giây ở đầu trang. Khi bất kỳ người dùng nào nhấp vào nút, bộ đếm ngược sẽ quay lại 60 giây cho tất cả người dùng. Chỉ có thể nhấn nút một lần bởi mỗi tài khoản Reddit duy nhất được tạo trước khi sự kiện bắt đầu vào ngày 1 tháng 4. Cũng có một bộ đếm ở bên cạnh cho ta thấy số lần bấm nút của tất cả người dùng. Nút có màu xanh lam nhạt.
Tất cả người dùng nhận được một dấu chấm nhỏ gọi là "flair" bên cạnh tên người dùng của họ. Người dùng chưa nhấn nút có một chấm màu xám và người dùng đã nhấn nút này có một chấm màu dựa trên trạng thái của bộ đếm thời gian khi nhấn nút. Khi di con trỏ qua chấm màu này, thời gian tính bằng giây trên bộ đếm khi người dùng nhấp vào nút sẽ được hiển thị. Trên subreddit, thời gian của người dùng và màu sắc tinh tế tiếp theo trở thành biểu tượng trạng thái.
| Thời gian bấm      | Màu   |
| ------------------ | ----- |
| 60s–52s            | Tím   |
| 51s–42s            | Lam   |
| 41s–32s            | Lục   |
| 31s–22s            | Vàng  |
| 21s–12s            | Cam   |
| 11s–0s             | Đỏ    |
| Chưa bấm           | Xám   |
| Không thể nhấp vào | Trắng |

## Lịch sử
The Button được giới thiệu vào ngày 1 tháng 4 năm 2015 trong một bài đăng trên blog Reddit chính thức.
Vào ngày 5 tháng 6 năm 2015, lúc 21:49:53 UTC, một người có tên người dùng Reddit "BigGoron" đã trở thành người dùng cuối cùng nhấn nút (được cộng đồng mệnh danh là "The Pressiah"). Sáu mươi giây sau, đồng hồ đếm ngược về 0 và kết thúc thử nghiệm sau 2 tháng 4 ngày. Nút đã bị vô hiệu hóa và được phủ lên bởi dòng chữ "thử nghiệm đã kết thúc". Sáu phút sau, Wardle thông báo rằng diễn đàn sẽ được lưu trữ trong vòng mười phút.
Thử nghiệm đã kết thúc với 1.008.316 lần nhấp vào nút được ghi lại.

## Các vấn đề kĩ thuật
The Button gặp sự cố kỹ thuật khiến nút về 0 mặc dù người dùng đã nhấn nút kịp thời. Điều này xảy ra nhiều lần và được cho là do lỗi cơ sở dữ liệu bởi các quản trị viên của Reddit. Mặc dù The Button đã được hồi sinh trong vòng một ngày kể từ khi ngừng hoạt động, các quản trị viên của Reddit đã cân nhắc đóng cửa thử nghiệm The Button sớm.